# Mitchel Bakker
Mitchel Bakker (ur. 20 czerwca 2000 w Purmerend) – holenderski piłkarz grający na pozycji obrońcy w niemieckim klubie Bayer 04 Leverkusen.

## Życiorys
W czasach juniorskich trenował w FC Purmerend (do 2010 roku) i Ajaksie (2010–2018). W latach 2017–2019 występował w drugim zespole Ajaksu. 1 lipca 2019 odszedł na zasadzie wolnego transferu do Paris Saint-Germain. W Ligue 1 zadebiutował 15 lutego 2020 w zremisowanym 4:4 meczu z Amiens. W sezonie 2019/20 wraz z klubem zdobył mistrzostwo kraju oraz puchar kraju i puchar ligi. 12 lipca 2021 odszedł do Bayeru 04 Leverkusen za 7 milionów euro. W Bundeslidze zagrał po raz pierwszy 14 sierpnia 2021 w zremisowanym 1:1 meczu z 1. FC Union Berlin.